# Abundus Kuntschak

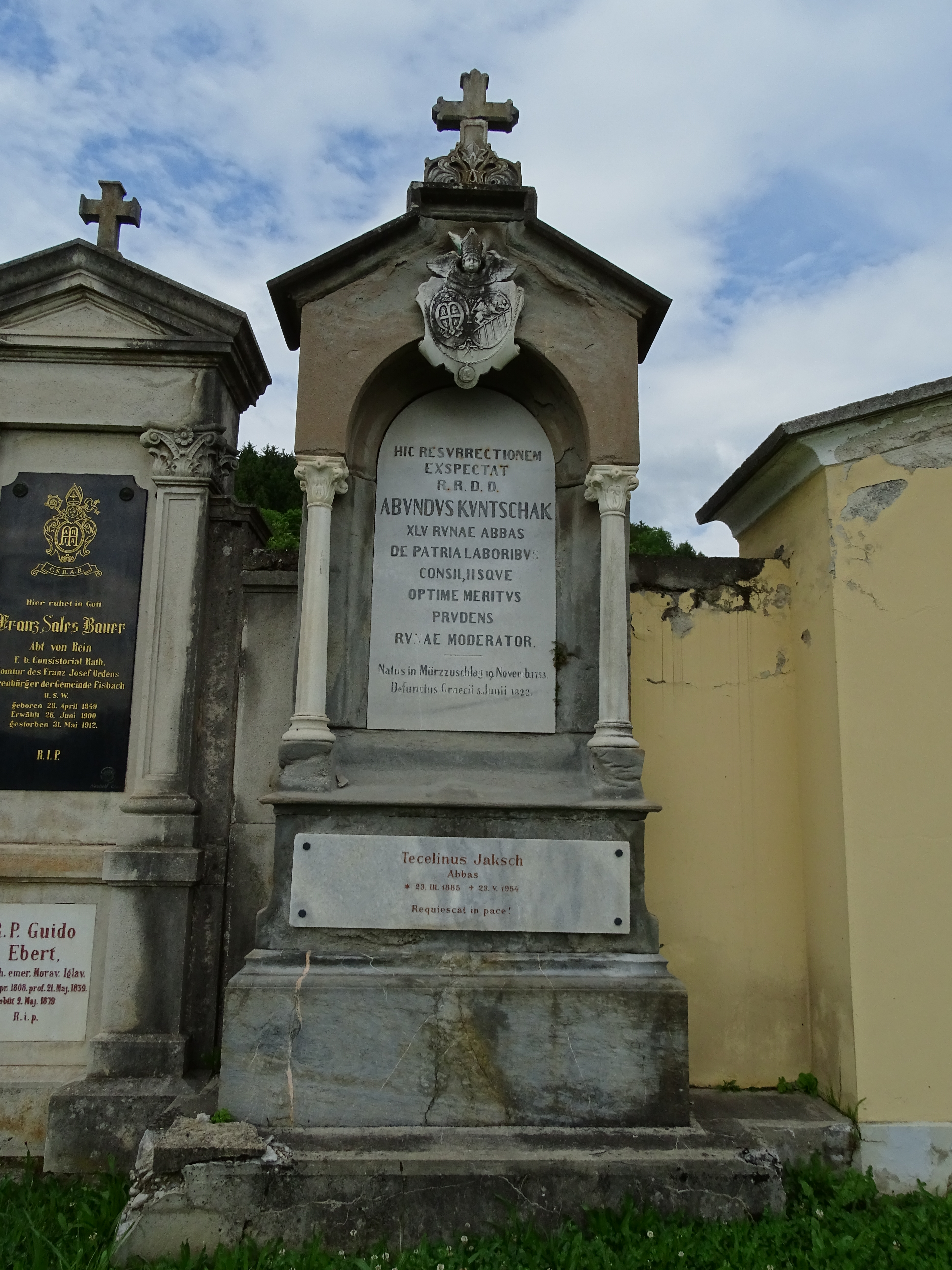
Grab von Abundus Kuntschak am Friedhof Stift Rein-Eisbach

Abundus „Abund“ Kuntschak OCist (* 19. November 1753 in Mürzzuschlag als Josef Kuntschak; † 5. Juni 1822 in Graz) war ein österreichischer Geistlicher und der 45. Abt des Zisterzienserstiftes Rein in der Steiermark.

## Leben
Abundus Kuntschak wurde am 19. November 1753 in der damaligen Marktgemeinde Mürzzuschlag geboren und auf den Namen Josef getauft. Nach seiner Schulausbildung trat er in das Stift Rein ein, wo er den Ordensnamen Abundus erhielt. Am 22. September 1771 legte er die Profess ab. Er absolvierte ein Studium der Philosophie im nahen Graz und studierte zudem Theologie in Rein, wo er in weiterer Folge selbst Philosophie, Kirchenrecht und Moraltheologie lehrte. Nachdem er im Jahre 1776 zum Priester geweiht worden war, wurde er im Jahre 1780 aufgrund seiner ökonomischen Kenntnisse zum Stiftssekretär bestellt. Im Jahre 1785 wurde er Pfarrer in Gratwein, ehe ihn Kaiser Joseph II. im darauffolgenden Jahr zum Mitglied der Steuer- und Katasterregulierungskommission machte. Aufgrund seiner Verdienste hierbei wurde ihm im Jahre 1791 die erledigte Propstei und Stadtpfarre zum hl. Blut in Graz verliehen.

### Abt von Stift Rein
Am 29. Juni 1795 wurde Kuntschak im Grazer Dom als erster Propst infuliert und wenig später, am 3. September 1795, zum Abt des Stiftes Rein gewählt. In seine Amtszeit fielen unter anderem die Reorganisation der Stiftsverwaltung, sowie einige bauliche Veränderungen. 1802 wurde Arbeiten an der Abtei vorgenommen und 1808 Arbeiten am Herrschaftsgebäude in Rohr. Im Jahre 1811 wurde Kuntschak Prüfungsassessor beim Lyceum in Graz. Eine für das Jahr 1815 vorgesehene Wiedererrichtung eines Hausstudiums im Stift Rein kam allerdings nicht zustande. Des Weiteren war er k. k. Rat, ständischer Ausschussrat und ab 1819 Hofkommissär. Außerdem war er Präses der k. k. Grundregulierungs-Provinzial-Kommission für den stabilen Kataster und Stellvertreter Erzherzog Johanns bei der k. k. Landwirtschaftsgesellschaft.

### Administrator von Stift Admont
Parallel zu seiner Tätigkeit als Abt von Stift Rein fungierte Abund Kuntschak von 1818 bis 1822 auch als Temporaladministrator des Benediktinerstiftes Admont, dessen wirtschaftliche Grundlage nach den Belastungen der napoleonischen Koalitionskriege konsolidiert werden sollte. Von seinen ehrgeizigen Reformplänen, die die Auflassung der stiftseigenen Ökonomie, die Aufhebung der Theologischen und Philosophischen Lehranstalt, den Verkauf der Industriebetriebe und die Auflassung des Stiftsgymnasiums und seine Verlegung an das ehemalige Franziskanerkloster Judenburg betrafen, nur die Hälfte umgesetzt wurde. Seine Reformtätigkeit wurde von Benno Kreil als Administrator fortgesetzt, der schließlich zum Abt gewählt wurde.
Kuntschak wurde noch zeitlebens wegen seiner Verdienste um das Land, insbesondere wegen seiner strengen Rechtschaffenheit, hoch angesehen. Am 7. November 1795, etwas über zwei Monate nach seiner Wahl zum Abt, wurde er als ständischer Verordneter in die steiermärkische Landmannschaft berufen und bekleidete bis zu seinem Tode die Stelle eines Ausschussrates. Er starb am 5. Juni 1822 in Graz und wurde danach nach Rein überführt, wo er in weiterer Folge am dortigen Stiftsfriedhof beigesetzt wurde. Sein Nachfolger als Abt von Rein wurde im Frühjahr des darauffolgenden Jahres Ludwig II. Grophius Edler von Kaiserssieg, der bis zu seinem Tod im Jahre 1861 fast exakt 38 Jahre lang im Amt blieb.
Das persönliche Wappen von Abundus Kuntschak zeigt im senkrecht gespaltenen Schild einen linksspringenden geflügelten Löwen und drei Querbalken.